# L'ouragan vient de Navarone
 (juin 2023).
Si vous disposez d'ouvrages ou d'articles de référence ou si vous connaissez des sites web de qualité traitant du thème abordé ici, merci de compléter l'article en donnant les références utiles à sa vérifiabilité et en les liant à la section « Notes et références ».
Série
Les Canons de Navarone
(1961)
Pour plus de détails, voir Fiche technique et Distribution.
L'ouragan vient de Navarone (titre original : Force 10 From Navarone) est un film de guerre britannique réalisé par Guy Hamilton, sorti en 1978.
Le film est censé être la suite des Canons de Navarone (1961) de J. Lee Thompson, plus encore que du roman d'Alistair MacLean qui était à la base du premier film. Dans cette version, les rôles de Mallory et Miller (joués par Gregory Peck et David Niven dans le premier film) sont repris par Robert Shaw et Edward Fox. Cette suite étant sortie 17 ans après le premier film, Peck et Niven étaient désormais trop âgés pour reprendre leurs rôles, alors que l'action est censée se dérouler quelques mois après les évènements du film de 1961.
Échec public et critique lors de sa sortie, cette production bénéficie aujourd'hui d'un statut de film culte chez les amateurs de film de guerre.

## Synopsis
En 1943, les rescapés du commando britannique qui avait réussi à détruire les canons de Navarone s'en sont sortis, malgré la présence parmi eux d'un traître. Croyant celui-ci exécuté, il s'avère qu'il est toujours vivant. C'est en réalité un espion allemand, qui continuerait de sévir en Yougoslavie occupée au milieu des partisans yougoslaves.
Le major Mallory et le sergent Miller étant les seuls à pouvoir l'identifier, les deux hommes sont à nouveau envoyés avec une unité américaine, appelée « Ouragan » (« Force 10 » en VO) et conduite par le colonel Barnsby, lequel n'est pas très favorable à leur présence. Chacun des chefs d'équipe, Barnsby et Mallory, ignore la véritable mission de l'autre.
Au cours de leur mission, leur avion est touché et, à l'atterrissage, le commando est dispersé et décimé. Les survivants sont recueillis par des soi-disant partisans yougoslaves, qui s'avèrent être en réalité des Tchetniks alliés aux Allemands. Prisonniers, ils doivent alors convaincre les Allemands qu'ils ne sont pas des espions pour ne pas être fusillés.

## Fiche technique
- Titre : L'ouragan vient de Navarone
- Titre original : Force 10 From Navarone
- Réalisateur : Guy Hamilton
- Scénario : Robin Chapman et Carl Foreman, d'après le roman homonyme de Alistair MacLean paru en 1968.
- Photographie : Christopher Challis
- Montage : Raymond Poulton
- Musique : Ron Goodwin
- Costume : Emma Porteous
- Effets spéciaux : René Albouze, Giuseppe Carozza, Peter Hutchinson et Zdravko Smojver
- Producteurs : David W. Orton, John R. Sloan, Anthony B. Unger, Oliver A. Unger pour American International Pictures, Marwi, Mundo, Navarone, Open Road, TBC.
- Sociétés de production : Columbia Pictures, Navarone Productions, American International Pictures
- Sociétés de distribution : Columbia Pictures, American International Pictures (États-Unis), Warner-Columbia (Royaume-Uni[2])
- Budget : 10 000 000 $ (estimation)
- Durée : 118 min / Argentine : 125 min / 126 min (version restaurée)
- Pays d'origine :  Royaume-Uni
- Langue : anglais
- Format : Couleur (Technicolor) + Noir et blanc (images d'archives) — 35 mm — 2,35:1 — Son : 4-Track Stereo
- Genre : Film dramatique, Film d'action, Film de guerre
- Dates de sortie :
  - Royaume-Uni : 16 août 1978
  - États-Unis : 8 décembre 1978
  - France : 20 décembre 1978

## Distribution
- Robert Shaw (VF : André Valmy) : le major Keith Mallory
- Harrison Ford (VF : François Leccia) : le lieutenant-colonel Mike Barnsby
- Edward Fox (VF : Francis Lax) : le sergent Dusty Miller
- Carl Weathers (VF : Med Hondo) : le sergent Weaver
- Franco Nero (VF : Bernard Woringer) : le capitaine Lescovar
- Barbara Bach (VF : Béatrice Delfe) : Maritza Petrovich
- Richard Kiel (VF : Alain Dorval) : le capitaine Drazak
- Alan Badel (VF : Jacques Ferrière) : le major Petrovitch
- Michael Byrne : le major Schroeder
- Philip Latham (VF : Jean Michaud) : le commandant Jensen
- Angus MacInnes (VF : Jean Roche) : le sous-lieutenant Doug Reynolds
- Michael Sheard : le sergent Bauer
- Petar Buntic (VF : Jacques Deschamps) : Marko
- Leslie Schofield (VF : Daniel Gall) : le premier officier allemand interrogateur

## Production

### Attribution des rôles
Au départ, Harrison Ford avait accepté de jouer dans le film car il était à l'époque particulièrement motivé par le cachet qu'on lui proposait, mais aussi dans le but de se détacher davantage de son rôle de Han Solo (du film star Wars) et par le fait que son nom figure en haut d'affiche à côté de celui de Robert Shaw. Mais, au bout de deux semaines de tournage, le réalisateur Guy Hamilton demande à l'acteur (qui par ailleurs attend un remaniement du script) de parfaire son jeu à l'écran, sous peine d'être coupé au montage. En définitive, Ford regretta de s'être engagé sur ce film et se jura de ne plus jamais jouer pour raisons financières.
Robert Shaw meurt six mois à peine après la fin du tournage. Il avait 51 ans.

### Tournage
Un résumé du film Les Canons de Navarone est visible dès le début du film. On revoit des images de la fin des Canons de Navarone avec la destruction des canons et le sauvetage de Mallory et Miller par les navires de guerre britanniques ; certains passages ont dû être retournés afin d'insérer les acteurs Robert Shaw et Edward Fox dans les rôles de Mallory et Miller, qui remplacent Gregory Peck et David Niven.[réf. souhaitée]
Durant les quatre mois de tournage, Harrison Ford reçut la visite de sa première épouse Mary et de ses deux fils Benjamin et Willard, ce qui lui remonta le moral chaque soir après une journée difficile.[réf. souhaitée]

#### Lieu du tournage
Le pont stratégique du film, le « Đurđevića » se trouve au Monténégro sur la rivière Tara (représentation en 3D dans Google Earth).

### Effets spéciaux
Les maquettes du barrage et du pont furent construites dans les studios des Films Méditerranéens à Malte, pour un coût d'un million de dollars.[réf. souhaitée]

### Montage
L'American International Pictures, le distributeur du film aux États-Unis, ramena le film d'une durée de 126 minutes à 118 minutes. Columbia Pictures, détentrice des droits de diffusion mondiaux, utilisera la même copie tronquée.[réf. souhaitée]

## Accueil

### Critique
Le film a été un échec critique lors de sa sortie en salles.[réf. souhaitée]

### Box-office
Ayant coûté 10 millions de dollars, le film ne rentre pas dans ses frais au moment de sa sortie et ne rapporte que 7,2 millions de dollars. Néanmoins, en 2006, le film cumulera un gain de 25 millions de dollars.[réf. souhaitée]
Bien qu'il fût un échec aux États-Unis, le film connut en revanche un certain succès public en France, frôlant même le million d'entrées, et ce en raison de la popularité de Harrison Ford acquise avec Star Wars.[réf. souhaitée]

## Éditions vidéo
- Le DVD du film, sorti au Royaume-Uni en 2007, propose les deux montages du film. Outre la suppression de certaines scènes, les changements de voix off, la copie tronquée propose un nouveau générique d'ouverture.
- Le film est disponible en Blu-ray depuis août 2023.

## Autour du film
- Plusieurs acteurs du films ont joué dans la saga des James Bond : l'actrice Barbara Bach et les acteurs Robert Shaw, Richard Kiel et Edward Fox (qui a interprété le rôle de M dans Jamais plus jamais, film non issu de la production officielle de EON Productions).
- Le réalisateur Steven Spielberg réutilisera, comme adversaire d'Harrison Ford, l'acteur Michael Byrne dans son film Indiana Jones et la Dernière Croisade (1989).